# Daniil Alexandrowitsch Pentschikow
Daniil Alexandrowitsch Pentschikow (russisch Даниил Александрович Пенчиков; * 21. März 1998 in Sankt Petersburg) ist ein russischer Fußballspieler.

## Karriere
Pentschikow begann seine Karriere bei Zenit St. Petersburg. Im Juli 2017 spielte er gegen Schinnik Jaroslawl für die zweite Mannschaft in der Perwenstwo FNL. In der Saison 2017/18 kam er insgesamt zu 26 Zweitligaeinsätzen. In der Saison 2018/19 absolvierte er bis zur Winterpause 19 Partien. Im Februar 2019 wurde er innerhalb der zweiten Liga an Tom Tomsk verliehen. Bis zum Ende der Leihe kam er zu zehn Zweitligaeinsätzen.
Zur Saison 2019/20 wurde er von Tom fest verpflichtet. In der Saison 2019/20 kam er bis zum Abbruch zu 20 Einsätzen, in der Saison 2020/21 absolvierte er 23 Zweitligapartien. Zur Saison 2021/22 wechselte Pentschikow zum Erstligisten FK Nischni Nowgorod. Sein Debüt in der Premjer-Liga gab er im August 2021 gegen Ural Jekaterinburg. In seiner ersten Erstligaspielzeit kam er zu zwölf Einsätzen. In der Saison 2022/23 absolvierte er bis zur Winterpause weitere vier Spiele, ehe er im Februar 2023 nach Kasachstan an den FK Aqtöbe verliehen wurde.